# Freshfield-Nunatak
Der Freshfield-Nunatak ist ein 1450 m hoher und vereinzelter Nunatak im ostantarktischen Coatsland. In der Shackleton Range ragt er südöstlich der Herbert Mountains auf.
Luftaufnahmen entstanden 1967 durch die United States Navy, der British Antarctic Survey nahm zwischen 1968 und 1971 Vermessungen des Nunatak vor. Das UK Antarctic Place-Names Committee benannte ihn 1972 nach dem britischen Geographen und Bergsteiger Douglas William Freshfield (1845–1934), der im Kaukasus und im Himalaya tätig sowie von 1914 bis 1917 Präsident der Royal Geographical Society war.